# Xã Sherman, Quận Decatur, Kansas
Xã Sherman (tiếng Anh: Sherman Township) là một xã thuộc quận Decatur, tiểu bang Kansas, Hoa Kỳ. Năm 2010, dân số của xã này là 14 người.